# Florence Newton
Florence Newton, känd som "Witch of Youghal", död 1661, var en irländsk tiggare, som åtalades i en häxprocess som har blivit en av de mest kända på Irland, där häxprocesser var sällsynta. 

## Biografi
Florence Newton beskrivs som en gammal tiggare i staden Youghal. Hon greps i mars 1661 och åtalades för att förhäxat Mary Longdon och förorsakat David Jones död genom trolldom. Longdon var anställd som tjänsteflicka hos John Pyne, som hade nekat Newton hjälp, och Longdon hade sedan blivit sjuk sedan Newton träffat henne på gatan och gett henne en kyss. Under rättegången mot Newton hade David Jones dött, något hans änka påstod hade orsakats av att Newton hade kysst hans hand genom fängelsegallret, varefter han hade blivit sjuk och anklagat Newton för sjukdomen på sin dödsbädd. 
Dokumenten saknas för hur rättegången slutade, men hon anses enligt senare forskning ha blivit avrättad.
Endast en handfull häxprocesser är kända på Irland, av vilka hon tillhör de mer kända.